# Kanton Solignac-sur-Loire
Solignac-sur-Loire is een voormalig kanton van het Franse departement Haute-Loire. Het kanton maakte deel uit van het arrondissement Le Puy-en-Velay. Het werd opgeheven door het decreet van 17 februari 2014, met uitwerking op 22 maart 2015. Alle gemeenten werden opgenomen in het nieuwe kanton Velay volcanique.

## Gemeenten
Het kanton Solignac-sur-Loire omvatte de volgende gemeenten:
- Bains
- Le Brignon
- Cussac-sur-Loire
- Saint-Christophe-sur-Dolaison
- Solignac-sur-Loire (hoofdplaats)